# Кунисівці
Куни́сівці — село в Україні, у Чернелицькій селищній громаді Коломийського району Івано-Франківської області. Розташоване під річкою Дністер, яка протікає на заході України
Це село з давних часів збирало в собі легенди, фольклорні перекази та казки від старшого покоління. 
Село омивається річкою Дністер, та межує з трьома іншими селами: Копачинці, Чернелиця та Вільхівці.

## Розташування
Біля села протікає річка Дністер.
На території села розміщений найвищий пагорб у колишньому Городенківському районі.

## Історія
На території сільради виявлено пізньопалеолітичні стоянки, поселення пізньотрипільської культури, городище, поселення та могильник давньоруських часів. 24 травня 1890 року було знайдено бронзовий скарб.
Перша письмова згадка про село Кунисічіче (Kvnislczicze) є в документі 12 березня 1436 року. У податковому реєстрі 1515 року в селі Кунистовче документується 5 ланів (близько 150 га) оброблюваної землі.
Історична дата утворення — 1461 рік.
В 1932 році в Кунисівцях існувала організація «Сельроб-єдність».
Уродженцем села був Ступар Григорій Іванович — «Беркут», «Дуб», 1908 р. У 1945 — провідник Чернелицького райпроводу ОУН. Помер в січні 1946 в криївці, бувши хворим на тиф. За рік до цього, 1 січня 1945 в селі, у сутичці з НКВСівцями загинув і провідник Обертинського району — Левицький Петро, теж родом з Кунисівців.
Існує легенда, що Кунисівці пішлі від двох поселень Куни і Сівці. Куни були мисливцями і полювали на куниць (від цього і назва). Сівці вели сільське господарство, сіяли збіжжя.
Село поділяється на декілька кутів: Борисівка, Кольонія, Сташівка, Заячівка, Лиса, Корчівка і Темна вулиця, і вулиця до стадіону.
У селі діє греко-католицька церква Воздвиження Чесного Хреста, яка належить до Коломийсько-Чернівецької єпархії УГКЦ. В 2014 році в день Пресвятої Євхаристії було відзначено 150-річчя церкви.
В селі є святиня — капличка з каменю, аналогів якій немає в Україні. 

## Сьогодення
В Кунисівцях є дев'ятирічна школа, клуб, ФАП, дві бібліотеки, дитсадок, млин, також функціонує цегельний завод «КерамВестБуд». На честь полеглих радянських воїнів встановлена меморіальна плита. Жителям села Кунисівці, які загинули на фронтах Другої Світової війни, а також героям-воїнам УПА, які боролися за вільну УКРАЇНУ і віддали за неї життя, насипано могилу, увінчану Хрестом. Також є пам'ятник-плита жителям села, які загинули під час війни. Також встановлено гранітний пам'ятник — « 550- річчя Першої писемної згадки».
У селі (є) футбольна команда ФК « Колос».

## Населення

### Мова
Розподіл населення за рідною мовою за даними перепису 2001 року:
| Мова       | Кількість | Відсоток |
| ---------- | --------- | -------- |
| українська | 924       | 99.68%   |
| румунська  | 2         | 0.22%    |
| російська  | 1         | 0.10%    |
| Усього     | 927       | 100%     |